# Binding-Brauerei
Vous pouvez aider à l'améliorer ou bien discuter des problèmes sur sa page de discussion.
- Il ne cite pas suffisamment ses sources. Vous pouvez indiquer les passages à sourcer avec {{référence nécessaire}} ou {{Référence souhaitée}}, et inclure les références utiles en les liant aux notes de bas de page. (Marqué depuis mars 2021)
- Il contient une ou plusieurs listes. Le texte gagnerait à être rédigé sous la forme d’un ou plusieurs paragraphes synthétiques, afin d’être plus agréable à lire. (Marqué depuis mars 2021)
- Son texte doit être wikifié : il ne correspond pas à la mise en forme Wikipédia (style, typographie, liens internes, liens entre les wikis, etc.). (Marqué depuis mars 2021)

- Archive Wikiwix
- Bing
- Cairn
- DuckDuckGo
- E. Universalis
- Gallica
- Google
- G. Books
- G. News
- G. Scholar
- Persée
- Qwant
- (zh) Baidu
- (ru) Yandex
- (wd) trouver des œuvres sur Wikidata

La Binding-Brauerei est une brasserie à Francfort-sur-le-Main, Sachsenhausen.

## Histoire
Le fondateur Conrad Binding est tonnelier et brasseur de bière, il a une petite brasserie dans la vieille ville de Francfort en 1870, qu'il déménage à Sachsenhausen, dans la Darmstädter Landstraße en 1881. Il y construit une nouvelle brasserie moderne, qu'il convertit en société par actions en 1884.
Après que les activités de la Actien-Brauerei Homburg v. d. Hohe sont transférées à la Binding-Brauerei, celle-ci fusionne en 1921 avec la Hofbierbrauerei Schöfferhof de Mayence et la Frankfurter Bürgerbrauerei pour former la Schöfferhof-Binding-Bürgerbräu AG. En 1939, le premier tonneau de la marque "Römer Pils", encore connue aujourd'hui, est percé. La brasserie est détruite par un raid aérien à 70% pendant la Seconde Guerre mondiale.
La brasserie fait partie du groupe Oetker en 1953.
La brasserie construite à la fin des années 1950 avec les grandes baies vitrées derrière lesquelles les cinq bouilloires en cuivre sont clairement visibles est aujourd'hui le bâtiment le plus connu de la brasserie.
Jusqu'en 1985, en face de la brasserie, de l'autre côté de la rue, se trouve la malterie Binding, où l'on produit du malt jusque dans les années 1970. Ce grand bâtiment en brique date en grande partie du XIXe siècle, avec une extension des années 1950. Une grande hotte de ventilation en fer (trappe) avec l'inscription BINDING était visible de loin, qui tournait avec le vent.
Dans les années 1960, Binding utilise les personnages publicitaires Schorsch et Schaa, deux Francfortois buvant de la bière et bavardant en dialecte.
La brasserie est la plus grande brasserie de Hesse et emploie environ 500 personnes dans les locaux de l'entreprise d'environ 56 000 m2 à Sachsenhausen (Francfort-sur-le-Main).
En 2001, les droits de distribution nationaux et étrangers de la brasserie voisine Henninger sont repris. Le groupe Binding-Brauerei AG prend en 2002 le nom de groupe Radeberger, auquel de grandes brasseries telles que Radeberger et Berliner Kindl. Avec une production d'environ 13 millions d'hectolitres, c'est le plus grand groupe brassicole d'Allemagne.
La Fondation culturelle Binding, fondée en 1995 à l'occasion du 125e anniversaire de la brasserie, décerne depuis 1996 le prix culturel Binding.
En 2008 et 2009, les médias font des articles au sujet de la relocalisation des bureaux, en particulier à Bad Vilbel. La brasserie traditionnelle Binding mettra fin à la production sur son site de Sachsenhausen octobre 2023 et externalisera vers d'autres sites.

## Filiales
La brasserie en Rhénanie-Palatinat, dans la Hesse et au nord de Bade se développe depuis les années 1960. De nombreuses brasseries, dont certaines connaissaient de graves problèmes économiques, sont reprises et, dans la plupart des cas, fermées immédiatement. Deux des marques actuelles (Schöfferhofer, Clausthaler) proviennent de ces brasseries. Ce développement est provisoirement complété par le rachat de la marque et des droits de distribution de l'autre grande brasserie de Francfort, la brasserie voisine Henninger.
- Unionbrauerei Groß-Gerau (fermé en 1967)
- Engelbräu Heidelberg (fermé en 1967)
- Brauerei Schrempp-Printz Karlsruhe (fermé en 1970)
- Brauerei Heinrich Fels Karlsruhe (fermé en 1971)
- Brauerei Schöfferhof Mainz (fermé en 1971)
- Brauerei Engelhardt Bad Hersfeld (fermé en 1973)
- Germania-Brauerei Wiesbaden (repris par Henninger en 1972, fermé en 1973)
- Oranien-Brauerei Dillenburg (fermé en 1974)
- Brauerei Nicolay Hanau (fermé en 1974)
- Bayerische Aktien-Bierbrauerei Aschaffenburg (fermé en 1975)
- Gesellschaftsbrauerei Homberg/Efze (fermé en 1976)
- Schwanenbräu Groß-Umstadt (fermé en 1976)
- Schwanenbrauerei Kleinschmitt Schwetzingen (fermé en 1978)
- Caspary-Brauerei, Trier (repris en 1978, fermé en 1983)
- Städtische Brauerei Clausthal (fermé en 1978)
- Guntrum-Bräu Bensheim (fermé en 1979)
- Aktienbrauerei Ludwigshafen (fermé en 1979)
- Murgtal-Brauerei Degler Gaggenau (fermé en 1982)
- Fecher-Bräu Seligenstadt (fermé en 1983)
- Mainzer Aktien-Bierbrauerei (repris en 1969, fermé en 1983)
- Städtische Brauerei Northeim (fermé en 1984)
- Frankfurter Brauhaus AG (fermé en 1987)
- Prinz-Bräu, vorm. Brauerei Steinhäusser Friedberg/Hessen
- Brauerei Habereckl Mannheim (fermé en 1993)
- Bayerische Brauerei Schuck-Jaenisch Kaiserslautern (fermé en 1993)
- Herkules-Brauerei Kassel und deren Marke Schöfferhof (repris en 1972, fermé en 1999)
- Brauhaus J. Wörner Erbach (repris en 1988, fermé en 2006)
- Henninger-Bräu (repris en 2001, fermé en 2002)

## Production
- Binding Adler-Pils
- Binding Export
- Binding Export Privat (für die Gastronomie)
- Binding Lager
- Binding Römer Pils
- Braumeisters Kraftmalz
- Carolus Doppelbock (von September bis März erhältlich)
- Clausthaler Classic alkoholfrei
- Clausthaler Extra Herb alkoholfrei
- Clausthaler Radler alkoholfrei
- Henninger Export
- Henninger Kaiser Pilsner
- Henninger Radler
- Schöfferhofer Weizen
- Habereckl Märzen